# Кошта, Руй (футболист, 1996)
Руй Педру Да Силва Кошта (порт. Rui Pedro da Silva Costa; род. 20 февраля 1996, Вила-Нова-ди-Фамаликан) — португальский футболист, полузащитник клуба «Фаренсе».

## Карьера
Футбольную карьеру начинал в составе клуба «Варзин». 6 августа 2016 года в матче против клуба «Жил Висенте» дебютировал в португальской Сегунде (0:1).
1 июля 2017 года стал игроком португальского клуба «Портимоненсе». 31 марта 2018 года в матче против клуба «Морейренсе» дебютировал в чемпионате Португалии (4:3), выйдя на замену на 75-й минуте вместо Эвертона.
16 сентября 2022 года перешёл в португальский клуб «Фаренсе».
26 июня 2024 года подписал контракт с казахстанским клубом «Тобол» Костанай.

## Достижения
«Фаренсе»
- Серебряный призёр второй лиги Португалии: 2022/23

## Клубная статистика
| Игровая карьера | Игровая карьера  | Игровая карьера | Лига | Лига | Кубки | Кубки | Межд. | Межд. | Др. | Др. |
| --------------- | ---------------- | --------------- | ---- | ---- | ----- | ----- | ----- | ----- | --- | --- |
| 2022/23         | Фаренсе          | Б               | 29   | 9    | 4     | 0     | —     | —     | —   | —   |
| 2023/24         | Фаренсе          | А               | 21   | 3    | 4     | 2     | —     | —     | —   | —   |
| 2024            | Тобол (Костанай) | А               | 12   | 4    | —     | —     | 4     | 0     | —   | —   |